# 汗德尕特蒙古族乡
汗德尕特蒙古族乡（維吾爾語：خاندىغاتى موڭغۇل يېزىسى‎，拉丁维文：Xandighati Mongghul Yëzisi，官方：Handiĝati Mongĝul Yêzisi）是中华人民共和国新疆维吾尔自治区阿勒泰地区阿勒泰市下辖的一个民族乡。

## 历史
原為阿勒泰市红墩一区拉玛召乡，1954年6月12日改為康布铁堡蒙古族自治乡，1958年改為康布铁堡公社，1967年改名东方红公社，1978年复名康布铁堡公社，1984年改為康布铁堡蒙古乡，1986年1月1日改名汗德尕特蒙古族乡。

## 地理
汗德尕特蒙古族乡位于阿勒泰市东北部，东与福海县解特阿热勒镇和阔克阿尕什乡相连，南与切尔克齐乡接壤，西与切木尔切克乡毗邻，北与拉斯特乡相连，面积528平方千米。地势北高南低，北部山区海拔1000~2500米，南部汗德尕特河中下游海拔800~1000米，最高峰胡尔埂山海拔2500米。额尔齐斯河流经境内达布勒哈特村和角沙特村，长15千米的汗德尕特河自喀拉苏由多条泉水汇流而成，流经境内霍布勒特村、汗德尕特村、乔尔海村和阿尔恰特村。属温带大陆性半干旱气候，冬季漫长多雪、夏季短暂凉爽。

## 人口
2010年14岁以下占19.79%；15~64岁占74.48%；65岁以上占5.73%，哈萨克族占49.69%；蒙古族占33%；汉族占15.37%。2011年末城镇化率22.2%，男性占50.06%，女性占49.94%，出生率13.6‰，死亡率4.13‰，自然增长率9.47‰。2018年末，汗德尕特蒙古族乡有户籍人口3390人。

## 經濟
汗德尕特蒙古族乡农业以种植业为主，耕地面积8633.3亩，可利用草场面积0.9万亩，粮食作物以小麦、玉米为主，主要经济作物有花芸豆、葵花等。2011年财政总收入1598.7万元，农业总产值4318.2万元，生产粮食1474吨，花芸豆种植面积1844.4亩，产量221.6吨；葵花种植面积1332亩，产量240吨。2011年末有商业网点45个，社会商品销售总额达145.1万元。2018年汗德尕特蒙古族乡有工业企业4个，规模以上企业3个，有营业面积超过50平方米以上的综合商店或超市2个。境内已探明矿藏主要有铁、铅、锌、云母等。

## 行政区划
汗德尕特蒙古族乡下辖以下村级行政区划单位：
汗德尕特村、霍布勒特村、乔尔海村、阿尔恰特村、角萨特村、达布勒哈特村和塔拉特村。

## 文化
2011年末，汗德尕特蒙古族乡有文化站1个，村级文化活动中心7处，各类图书室7个，藏书1.6万册；幼儿园1所，在园幼儿91人，专任教师4人；小学1所，在校生155人，专任教师64人。2004年，该乡获得“自治区民族民间艺术之乡”。同年6月10日，在汗德尕特蒙古族乡境内的一个石窟内发现一幅彩绘岩画，这是在阿勒泰地区首次发现的彩绘岩画，此岩画长约2.5米，宽1.5米，由15个人，31头（匹）牛马和4个图形图案组成。